# Kojo
Timo Kojo, beter bekend onder zijn artiestennaam Kojo (Helsinki, 9 mei 1953), is een Fins zanger.

## Biografie
Kojo begon zijn muzikale carrière in 1977, toen zijn band, Madame George, zijn eerste en enige album uitbracht. Twee jaar later bracht hij zijn eerste individuele album uit, dat een groot succes werd. Ook zijn tweede album kende succes, maar de derde plaat flopte. In 1982 vertegenwoordigde hij zijn vaderland op het Eurovisiesongfestival, dat gehouden werd in het Britse Harrogate. Zijn nummer Nuku pommiin was een protestnummer tegen nucleaire wapens. Hij eindigde op de laatste plaats, zonder één punt te hebben behaald. Desalniettemin zette hij zijn carrière voort in eigen land, al werd deze nog steeds vereenzelvigd met zijn onsuccesvolle passage op het Eurovisiesongfestival.
1961: Laila Kinnunen · 
1962: Marion Rung · 
1963: Laila Halme · 
1964: Lasse Mårtenson · 
1965: Viktor Klimenko · 
1966: Ann-Christine Nyström · 
1967: Fredi · 
1968: Kristina Hautala · 
1969: Jarkko & Laura · 
1971: Markku Aro & Koivistolaiset · 
1972: Päivi Paunu & Kim Floor · 
1973: Marion Rung · 
1974: Carita · 
1975: Pihasoittajat · 
1976: Fredi & The Friends · 
1977: Monica Aspelund · 
1978: Seija Simola · 
1979: Katri Helena · 
1980: Vesa-Matti Loiri · 
1981: Riki Sorsa · 
1982: Kojo · 
1983: Ami Aspelund · 
1984: Kirka · 
1985: Sonja Lumme · 
1986: Kari Kuivalainen · 
1987: Vicky Rosti & Boulevard · 
1988: Boulevard · 
1989: Anneli Saaristo · 
1990: Beat · 
1991: Kaija · 
1992: Pave · 
1993: Katri Helena · 
1994: CatCat · 
1996: Jasmine · 
1998: Edea · 
2000: Nina Åström · 
2002: Laura · 
2004: Jari Sillanpää · 
2005: Geir Rönning · 
2006: Lordi · 
2007: Hanna Pakarinen · 
2008: Teräsbetoni · 
2009: Waldo's People · 
2010: Kuunkuiskaajat · 
2011: Paradise Oskar · 
2012: Pernilla Karlsson · 
2013: Krista Siegfrids · 
2014: Softengine · 
2015: Pertti Kurikan Nimipäivät · 
2016: Sandhja · 
2017: Norma John · 
2018: Saara Aalto · 
2019: Darude feat. Sebastian Rejman · 
2021: Blind Channel · 
2022: The Rasmus · 
2023: Käärijä · 
2024: Windows95Man ·
2025: Erika Vikman